# Drepanosticta halterata
Drepanosticta halterata – gatunek ważki z rodziny Platystictidae.